# Nea – Ein Mädchen entdeckt die Liebe
Nea – Ein Mädchen entdeckt die Liebe (Originaltitel: Néa, Alternativtitel: Nea – Die erotischen Phantasien einer 16-jährigen, A Young Emmanuelle) ist ein französisch-deutsches Erotik-Filmdrama von Nelly Kaplan aus dem Jahr 1976, nach einer Novelle von Emmanuelle Arsan, mit der damals zwanzigjährigen Ann Zacharias.

## Handlung
Die sechzehnjährige Sibylle stiehlt in einer Buchhandlung erotische Romane, wird aber eines Tages vom Ladenbesitzer Axel Thorpe ertappt, dem sie daraufhin rebellisch entgegnet, dass sie viel bessere Geschichten schreiben könne. Später, auf der Geburtstagsparty ihrer Schwester Florence trifft sie ihn wieder und er erkundigt sich bei ihr, wann er ihren Roman lesen kann. „Schon bald!“, antwortet sie ihm und macht sich gleich darauf ans Werk, welches sie ihm als vorläufiges Manuscript mit dem Titel „Nea“ in den Buchladen bringt. Begeistert möchte er das Geschriebene veröffentlichen, allerdings unter anonymen Autorennamen, da Sibylle noch minderjährig ist. Es bahnt sich eine Beziehung zwischen den beiden an.
Zu Hause hängt derweil der Haussegen schief, weil Sibylles Vater Philip seine Frau Helen bei einem Techtelmechtel mit Tante Judith erwischt hatte. Auch beobachtet Sibylle Axel und ihre Schwester Florence bei einer Liebschaft. Um wahrheitsgetreu über die Liebe schreiben zu können, überredet sie Axel dazu, sie zu entjungfern. Als die Novelle fertig ist, stellt Axel die Bedingung, dass sie sich nicht mehr wiedersehen dürfen, solange das Buch im Gespräch ist, damit kein Verdacht geschöpft wird. Die Minderjährige willigt ein und „Nea“ wird ein großer Erfolg. Eines Abends kann Sibylle Axel dabei belauschen, wie er zu Florence sagt, er selbst habe das Buch geschrieben. Auf die folgende Frage hin, ob er Sibylles Annäherungsversuche bemerkt habe, antwortet Axel Florence, dass er nichts mit Sibylle zu tun haben wolle. Traurig und zornig darüber inszeniert Sibylle eine Szene, in die auch Axel involviert ist und die nach einer Vergewaltigung aussieht. Axel muss fliehen, sucht Sibylle später aber wieder auf, woraufhin es zum Streit und anschließend zu einer heftigen Versöhnung kommt. Gemeinsam tauchen die beiden unter.

## Kritiken
Für das Lexikon des internationalen Films war Nea – Ein Mädchen entdeckt die Liebe ein „schlecht gespielte[r] Film“ und ein „peinliches Kolportagestück“.
nightmare-horrormovies.de meinte dagegen: „‚Erotischen Phantasien einer 16-jährigen‘, ‚Nea – Ein Mädchen entdeckt die Liebe‘ … was könnte sich hinter solchen Firmierungen verstecken? Die sexuellen Ausschweifungen einer Minderjährigen, verpackt in die Bahnhofskulissen des 70er Jahre Sexploitation-Cinema? Voll daneben. Nelly Kaplans Film ist ein intelligentes Drama, welches mit einem feinen Humor und etwas Erotik bereichert wurde.“

## Veröffentlichung
Nea – Ein Mädchen entdeckt die Liebe erlebte seine französische Premiere am 18. August 1976. In der Bundesrepublik Deutschland wurde der Film erstmals am 26. Februar 1982 aufgeführt.